# Dingle (Irlanda)
Dingle (An Daingean - /ən ˈd̪aŋ´ən/ - o Daingean Uí Chúis in gaelico irlandese) è un rinomato e visitato villaggio irlandese della contea di Kerry, situato in un porto naturale davanti ai monti Slievanea, al centro dell'omonima penisola di Dingle, 50 km a sud-ovest di Tralee e 80 a nord-ovest da Killarney.

## Origini del nome

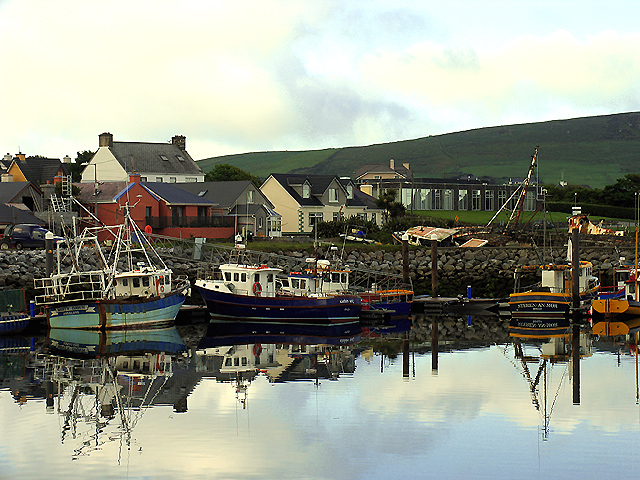
Porto di Dingle

Nel 2005 il ministro irlandese Éamon Ó Cuív annunciò che i toponimi anglicizzati dei villaggi delle zone gaeltacht (come 'Dingle') non sarebbero più apparsi nelle indicazioni stradali, lasciando il posto solo a quelle irlandesi. Il nome del villaggio è stato riportato ufficialmente, quindi, all'originario irlandese An Daingean (ufficiali rimangono anche le versioni estese Daingean Uí Chúis e An Daingean Mór).
Se in gran parte delle zone irlandesi questa scelta poco ha cambiato agli abitanti, nel caso di Dingle il cambiamento ha portato notevoli controversie, specialmente perché una delle risorse principali del posto è il turismo e gli abitanti temono che la scelta del nome gaelico potrebbe distogliere molti turisti nella comprensione difficoltosa della lingua irlandese. Tra l'altro esiste una cittadina irlandese abbastanza importante di nome Daingean, nell'Offaly - ma col nome anglicizzato già in questa forma. Il ministro ha risposto alle critiche che un cambiamento del nome del villaggio comporterebbe la revoca dello status gaeltacht alla zona e, quindi, anche i relativi vantaggi. Il Consiglio del Kerry ha approvato tuttavia l'allestimento di un plebiscito per il cambio del nome nella versione bilingue "Dingle/Daingean Uí Chúis".

## Monumenti e luoghi d'interesse

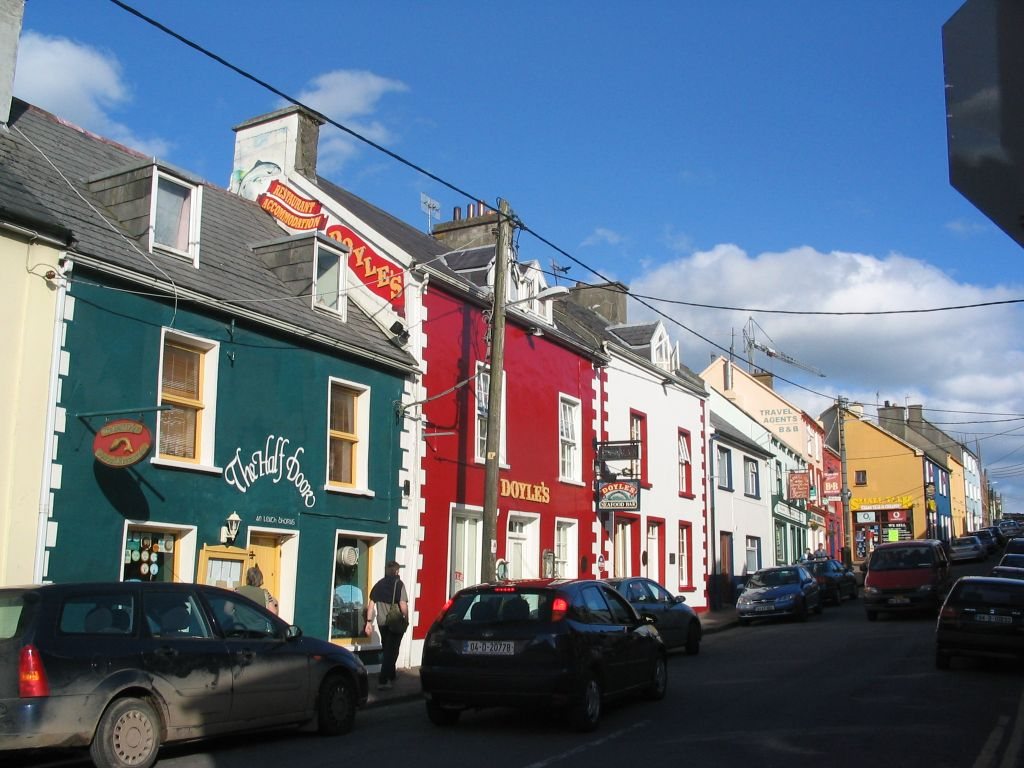
John Street

La chiesa di St. Mary era un elegante esempio di neogotico: sorta su disegno di J. J. McCarthy e O'Connell. La prima pietra fu posta nel 1862 e originariamente aveva una navata separata dal resto della struttura da arcate supportate da colonne con base ottagonale. Le arcate sono andate perdute per una demolizione eseguita in uno dei più radicali progetti di riordino irlandesi. Lo stesso progetto portò alla demolizione dei muri esterni e dell'attico.

## Economia

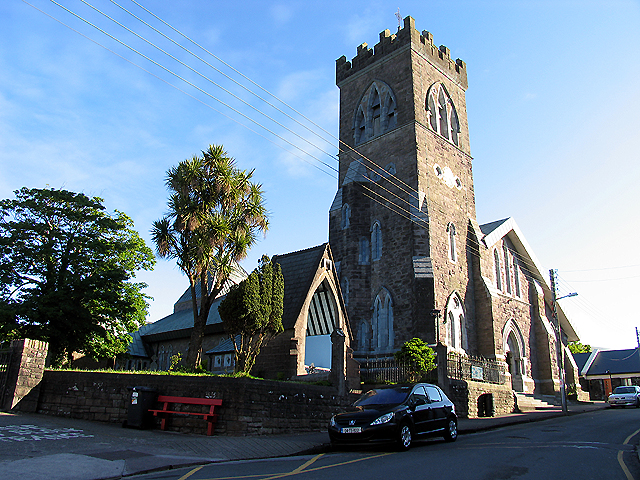
St.Mary

Le principali risorse economiche della località sono il turismo, la pesca e l'allevamento. Nel 2002 Dingle aveva una popolazione di 1.828 persone (CSO census). Dingle è inoltre situata in una zona Gaeltacht, ma stranamente la scuola maschile primaria di cui dispone non è as gaelige.
Intensa l'attività musicale tradizione, varie le sessioni di musica celtica nell'abitato, specialmente in estate. Numerosi i pub, i ristoranti e i caffè. Da vari anni è possibile visitare nella baia di Dingle un delfino chiamato Fungi il Delfino, salpando poco al largo con delle barche locali: l'animale, ben ambientato, usciva subito fuori dall'acqua. Le visite sono state limitate nel tempo. Nell'ambito della produzione artistica, va citato il gioielliere Brian de Staic e il suo maestro di ceramiche Louis Mulcahy.

## Amministrazione

### Gemellaggi
- Tolfa
- Santa Barbara